# Atletisme als Jocs Olímpics d'Estiu de 1920 - pentatló masculí
El pentatló masculí va ser una de les proves del programa d'atletisme disputades durant els Jocs Olímpics d'Anvers de 1920. La prova es va disputar el 16 d'agost de 1920 i hi van prendre part 19 atletes de 8 nacions diferents.

## Medallistes
| Or                  | Plata                 | Bronze              |
| Eero Lehtonen (FIN) | Everett Bradley (USA) | Hugo Lahtinen (FIN) |

## Reglament
Els 19 participants disputen les tres primeres proves: el salt de llargada, el llançament de javelina i els 200 metres. La quarta prova, el llançament de disc, sols la disputen els 15 primers classificats. La cinquena prova, els 1.500 metres, sols la disputen els set primers classificats.

## Resultats

### Salt de llargada
| Pos. | Atleta                 | Nació        | Distància |
| ---- | ---------------------- | ------------ | --------- |
| 1    | Brutus Hamilton        | Estats Units | 6,860     |
| 2    | Eero Lehtonen          | Finlàndia    | 6,635     |
| 3    | Everett Bradley        | Estats Units | 6,610     |
| 4    | Hugo Lahtinen          | Finlàndia    | 6,595     |
| 5    | Robert LeGendre        | Estats Units | 6,505     |
| 6    | Axel-Erik Gyllenstolpe | Suècia       | 6,415     |
| 7    | Helge Løvland          | Noruega      | 6,320     |
| 8    | Ossian Nylund          | Finlàndia    | 6,285     |
| 9    | Bertil Ohlson          | Suècia       | 6,270     |
| 10   | Aleksander Klumberg    | Estònia      | 6,250     |
| 11   | Edmond Médécin         | Mònaco       | 6,210     |
| 12   | Evert Nilsson          | Suècia       | 6,200     |
| 13   | Ole Reistad            | Noruega      | 6,095     |
| 14   | Carl-Enock Svensson    | Suècia       | 5,895     |
| 15   | Konstantinos Roubesis  | Grècia       | 5,890     |
| 16   | Jonni Myyrä            | Finlàndia    | 5,800     |
| 17   | Dimitrios Andronidas   | Grècia       | 5,655     |
| 18   | Robert Dunne           | Estats Units | 5,595     |
| 19   | Hiroshi Masuda         | Japó         | 4,510     |

| Pos. | Atleta                 | Nació        | Distància |
| ---- | ---------------------- | ------------ | --------- |
| 1    | Aleksander Klumberg    | Estònia      | 60,76     |
| 2    | Eero Lehtonen          | Finlàndia    | 54,67     |
| 3    | Hugo Lahtinen          | Finlàndia    | 54,25     |
| 4    | Helge Løvland          | Noruega      | 53,13     |
| 5    | Evert Nilsson          | Suècia       | 50,85     |
| 6    | Carl-Enock Svensson    | Suècia       | 50,43     |
| 7    | Axel-Erik Gyllenstolpe | Suècia       | 49,88     |
| 8    | Everett Bradley        | Estats Units | 49,16     |
| 9    | Ossian Nylund          | Finlàndia    | 48,65     |
| 10   | Brutus Hamilton        | Estats Units | 48,36     |
| 11   | Robert LeGendre        | Estats Units | 44,60     |
| 12   | Bertil Ohlson          | Suècia       | 43,68     |
| 13   | Robert Dunne           | Estats Units | 41,52     |
| 14   | Hiroshi Masuda         | Japó         | 39,82     |
| 15   | Ole Reistad            | Noruega      | 38,99     |
| 16   | Edmond Médécin         | Mònaco       | 31,37     |
| 17   | Konstantinos Roubesis  | Grècia       | 30,25     |
| 18   | Dimitrios Andronidas   | Grècia       | 24,11     |
| -    | Jonni Myyrä            | Finlàndia    | Abandona  |

| Pos. | Atleta                 | Nació        | Punts | Llarg. | Jav. |
| ---- | ---------------------- | ------------ | ----- | ------ | ---- |
| 1    | Eero Lehtonen          | Finlàndia    | 4     | 2      | 2    |
| 2    | Hugo Lahtinen          | Finlàndia    | 7     | 4      | 3    |
| 3    | Brutus Hamilton        | Estats Units | 11    | 1      | 10   |
| 3    | Everett Bradley        | Estats Units | 11    | 3      | 8    |
| 3    | Helge Løvland          | Noruega      | 11    | 7      | 4    |
| 3    | Aleksander Klumberg    | Estònia      | 11    | 10     | 1    |
| 7    | Axel-Erik Gyllenstolpe | Suècia       | 13    | 6      | 7    |
| 8    | Robert LeGendre        | Estats Units | 16    | 5      | 11   |
| 9    | Ossian Nylund          | Finlàndia    | 17    | 8      | 9    |
| 9    | Evert Nilsson          | Suècia       | 17    | 12     | 5    |
| 11   | Carl-Enock Svensson    | Suècia       | 20    | 14     | 6    |
| 12   | Bertil Ohlson          | Suècia       | 21    | 9      | 12   |
| 13   | Edmond Médécin         | Mònaco       | 27    | 11     | 16   |
| 14   | Ole Reistad            | Noruega      | 28    | 13     | 15   |
| 15   | Robert Dunne           | Estats Units | 31    | 18     | 13   |
| 16   | Konstantinos Roubesis  | Grècia       | 32    | 15     | 17   |
| 17   | Hiroshi Masuda         | Japó         | 33    | 19     | 14   |
| 18   | Dimitrios Andronidas   | Grècia       | 35    | 17     | 18   |
| -    | Jonni Myyrä            | Finlàndia    | Rit.  | 16     | Rit. |

| Pos. | Atleta                 | Nació        | Temps |
| ---- | ---------------------- | ------------ | ----- |
| 1    | Eero Lehtonen          | Finlàndia    | 23"0  |
| 1    | Everett Bradley        | Estats Units | 23"0  |
| 1    | Robert LeGendre        | Estats Units | 23"0  |
| 4    | Brutus Hamilton        | Estats Units | 23"4  |
| 5    | Bertil Ohlson          | Suècia       | 23"6  |
| 5    | Hugo Lahtinen          | Finlàndia    | 23"6  |
| 7    | Carl-Enock Svensson    | Suècia       | 23"8  |
| 7    | Robert Dunne           | Estats Units | 23"8  |
| 9    | Ole Reistad            | Noruega      | 23"9  |
| 10   | Edmond Médécin         | Mònaco       | 24"0  |
| 10   | Helge Løvland          | Noruega      | 24"0  |
| 12   | Axel-Erik Gyllenstolpe | Suècia       | 24"2  |
| 12   | Evert Nilsson          | Suècia       | 24"2  |
| 14   | Ossian Nylund          | Finlàndia    | 25"2  |
| 15   | Aleksander Klumberg    | Estònia      | 25"3  |
| 16   | Konstantinos Roubesis  | Grècia       | 25"8  |
| 17   | Dimitrios Andronidas   | Grècia       | 29"0  |
| -    | Hiroshi Masuda         | Japó         | DNS   |
| -    | Jonni Myyrä            | Finlàndia    | DNF   |

| Pos. | Atleta                 | Nació        | Total | Llarg. | Jav. | 200 m |
| ---- | ---------------------- | ------------ | ----- | ------ | ---- | ----- |
| 1    | Eero Lehtonen          | Finlàndia    | 5     | 2      | 2    | 1     |
| 2    | Everett Bradley        | Estats Units | 12    | 3      | 8    | 1     |
| 2    | Hugo Lahtinen          | Finlàndia    | 12    | 4      | 3    | 5     |
| 4    | Brutus Hamilton        | Estats Units | 15    | 1      | 10   | 4     |
| 5    | Robert LeGendre        | Estats Units | 17    | 5      | 11   | 1     |
| 6    | Helge Løvland          | Noruega      | 21    | 7      | 4    | 10    |
| 7    | Axel-Erik Gyllenstolpe | Suècia       | 25    | 6      | 7    | 12    |
| 8    | Aleksander Klumberg    | Estònia      | 26    | 10     | 1    | 15    |
| 8    | Bertil Ohlson          | Suècia       | 26    | 9      | 12   | 5     |
| 10   | Carl-Enock Svensson    | Suècia       | 27    | 14     | 6    | 7     |
| 11   | Evert Nilsson          | Suècia       | 29    | 12     | 5    | 12    |
| 12   | Ossian Nylund          | Finlàndia    | 31    | 8      | 9    | 14    |
| 13   | Edmond Médécin         | Mònaco       | 37    | 11     | 16   | 10    |
| 14   | Ole Reistad            | Noruega      | 37    | 13     | 15   | 9     |
| 15   | Robert Dunne           | Estats Units | 38    | 18     | 13   | 7     |
| 16   | Konstantinos Roubesis  | Grècia       | 48    | 15     | 17   | 16    |
| 17   | Dimitrios Andronidas   | Grècia       | 52    | 17     | 18   | 17    |
| -    | Hiroshi Masuda         | Japó         | DNF   | 19     | 14   | DNS   |
| -    | Jonni Myyrä            | Finlàndia    | DNF   | 16     | DNS  | -     |

| Pos. | Atleta                 | Nació        | Distància |
| ---- | ---------------------- | ------------ | --------- |
| 1    | Bertil Ohlson          | Suècia       | 39,80     |
| 2    | Helge Løvland          | Noruega      | 39,51     |
| 3    | Aleksander Klumberg    | Estònia      | 38,62     |
| 4    | Robert LeGendre        | Estats Units | 37,39     |
| 5    | Brutus Hamilton        | Estats Units | 37,13     |
| 6    | Everett Bradley        | Estats Units | 36,76     |
| 7    | Eero Lehtonen          | Finlàndia    | 34,64     |
| 8    | Evert Nilsson          | Suècia       | 34,63     |
| 9    | Robert Dunne           | Estats Units | 34,28     |
| 10   | Axel-Erik Gyllenstolpe | Suècia       | 33,50     |
| 11   | Carl-Enock Svensson    | Suècia       | 32,15     |
| 12   | Ole Reistad            | Noruega      | 31,98     |
| 13   | Hugo Lahtinen          | Finlàndia    | 31,12     |
| 14   | Edmond Médécin         | Mònaco       | 30,00     |
| 15   | Ossian Nylund          | Finlàndia    | 26,97     |

| Pos. | Atleta                 | Nació        | Punts | Llarg. | Jav. | 200 m | Disc |
| ---- | ---------------------- | ------------ | ----- | ------ | ---- | ----- | ---- |
| 1    | Eero Lehtonen          | Finlàndia    | 12    | 2      | 2    | 1     | 7    |
| 2    | Everett Bradley        | Estats Units | 18    | 3      | 8    | 1     | 6    |
| 3    | Brutus Hamilton        | Estats Units | 20    | 1      | 10   | 4     | 5    |
| 4    | Robert LeGendre        | Estats Units | 21    | 5      | 11   | 1     | 4    |
| 5    | Helge Løvland          | Noruega      | 23    | 7      | 4    | 10    | 2    |
| 6    | Hugo Lahtinen          | Finlàndia    | 25    | 4      | 3    | 5     | 13   |
| 7    | Bertil Ohlson          | Suècia       | 27    | 9      | 12   | 5     | 1    |
| 8    | Aleksander Klumberg    | Estònia      | 29    | 10     | 1    | 15    | 3    |
| 9    | Axel-Erik Gyllenstolpe | Suècia       | 35    | 6      | 7    | 12    | 10   |
| 10   | Evert Nilsson          | Suècia       | 37    | 12     | 5    | 12    | 8    |
| 11   | Carl-Enock Svensson    | Suècia       | 38    | 14     | 6    | 7     | 11   |
| 12   | Ossian Nylund          | Finlàndia    | 46    | 8      | 9    | 14    | 15   |
| 13   | Robert Dunne           | Estats Units | 47    | 18     | 13   | 7     | 9    |
| 14   | Ole Reistad            | Noruega      | 49    | 13     | 15   | 9     | 12   |
| 15   | Edmond Médécin         | Mònaco       | 51    | 11     | 16   | 10    | 14   |

### 1.500 metres llisos
| Pos. | Atleta          | Nació        | Temps  |
| ---- | --------------- | ------------ | ------ |
| 1    | Hugo Lahtinen   | Finlàndia    | 4'36"0 |
| 2    | Eero Lehtonen   | Finlàndia    | 4'40"2 |
| 3    | Bertil Ohlson   | Suècia       | 4'42"8 |
| 4    | Helge Løvland   | Noruega      | 4'45"8 |
| 5    | Robert LeGendre | Estats Units | 4'46"0 |
| 6    | Everett Bradley | Estats Units | 5'10"0 |
| 7    | Brutus Hamilton | Estats Units | 5'12"8 |

## Classificació final
| Pos. | Atleta                 | Nació        | Punts | Llarg. | Jav. | 200 m | Disc | 1.500 m | Desempat |
| ---- | ---------------------- | ------------ | ----- | ------ | ---- | ----- | ---- | ------- | -------- |
| 1    | Eero Lehtonen          | Finlàndia    | 14    | 2      | 2    | 1     | 7    | 2       |          |
| 2    | Everett Bradley        | Estats Units | 24    | 3      | 8    | 1     | 6    | 6       |          |
| 3    | Hugo Lahtinen          | Finlàndia    | 26    | 4      | 3    | 5     | 13   | 1       | 3576,305 |
| 4    | Robert LeGendre        | Estats Units | 26    | 5      | 11   | 1     | 4    | 5       | 3534,365 |
| 5    | Helge Løvland          | Noruega      | 27    | 7      | 4    | 10    | 2    | 4       | 3695,375 |
| 6    | Brutus Hamilton        | Estats Units | 27    | 1      | 10   | 4     | 5    | 7       | 3510,060 |
| 7    | Bertil Ohlson          | Suècia       | 30    | 9      | 12   | 5     | 1    | 3       |          |
|      |                        |              |       |        |      |       |      |         |          |
| 8    | Aleksander Klumberg    | Estònia      | 29    | 10     | 1    | 15    | 3    | -       |          |
| 9    | Axel-Erik Gyllenstolpe | Suècia       | 35    | 6      | 7    | 12    | 10   | -       |          |
| 10   | Evert Nilsson          | Suècia       | 37    | 12     | 5    | 12    | 8    | -       |          |
| 11   | Carl-Enock Svensson    | Suècia       | 38    | 14     | 6    | 7     | 11   | -       |          |
| 12   | Ossian Nylund          | Finlàndia    | 46    | 8      | 9    | 14    | 15   | -       |          |
| 13   | Robert Dunne           | Estats Units | 47    | 18     | 13   | 7     | 9    | -       |          |
| 14   | Ole Reistad            | Noruega      | 49    | 13     | 15   | 9     | 12   | -       |          |
| 15   | Edmond Médécin         | Mònaco       | 51    | 11     | 16   | 10    | 14   | -       |          |
|      |                        |              |       |        |      |       |      |         |          |
| 16   | Konstantinos Roubesis  | Grècia       | 48    | 15     | 17   | 16    | -    | -       |          |
| 17   | Dimitrios Andronidas   | Grècia       | 52    | 17     | 18   | 17    | -    | -       |          |
| -    | Hiroshi Masuda         | Japó         | DNF   | 19     | 14   | DNS   | -    | -       |          |
| -    | Jonni Myyrä            | Finlàndia    | DNF   | 16     | DNS  | -     | -    | -       |          |